# Khursit Pacha
Khursit Ahmet Pacha, mort le 30 novembre 1822 à Yenisehr-i Fener (Empire ottoman), est un militaire et homme d'État ottoman d'ascendance géorgienne ayant participé aux évènements de la guerre d'indépendance grecque.

## Biographie
D'origine chrétienne, il avait été converti à l'islam dans l'enfance et élevé pour faire partie de l'administration ottomane, composée de nombreux esclaves du sultan.
Il prit part aux guerres civiles d'Égypte, pendant la période précédant la prise de pouvoir définitive par Mehemet Ali.
Il fut chargé de réprimer l'insurrection serbe en 1809 et 1813. 
Il fut nommé grand vizir de 1812 à 1815.
Il fut nommé gouverneur du Péloponnèse en novembre 1820, mais il n'eut le temps ni de s'y installer, ni d'y mener une quelconque politique, ayant été envoyé en janvier 1821 à Ioannina contre Ali Pacha de Janina révolté contre le sultan pour prendre la direction des opérations à la place d'Ismael Pacha dont les échecs avaient provoqué la disgrâce. 
Lorsque la révolution grecque éclata en mars 1821, il continua à mener les opérations contre Ioannina personnellement et chargea ses subordonnés Omer Vryonis et Mehmet Köse Pacha de réprimer la révolte dans l'est de la Grèce centrale et en Attique, tandis que son principal lieutenant allait renforcer la garnison de Tripolizza, où étaient restés sa femme, son harem et une partie de son trésor. La ville tomba cependant en octobre 1821.
En janvier 1822, il finit par s'emparer de Ioannina, Ali Pacha étant exécuté par ruse.
Ses femmes et son lieutenant furent libérés en avril 1822. Il lança plusieurs attaques infructueuses contre le Soúli au printemps.
En juin 1822, il confia à Omer Vryonis la direction des opérations en Grèce occidentale et partit pour Yenisehr-i Fener rassembler une armée de 20 000 à 30 000 hommes, afin d'envahir le Péloponnèse par l'est. Cependant, le commandement en fut confié à Mahmoud Pacha de Drama, dit Dramali Pacha. Il semblerait qu'à ce moment-là, Khursit Pacha ait déjà été très malade et qu'il dut confier son armée à son jeune rival. Les versions varient quant à sa mort. Il aurait été accusé d'avoir dérobé les trésors d'Ali Pacha et donc condamné au suicide par le sultan. Les deux expéditions militaires qu'il avait préparées, celle d'Omer Vrioni contre Missolonghi et celle de Dramali dans le Péloponnèse, ayant échoué, il se serait suicidé plutôt que d'affronter la colère du sultan (qui l'aurait obligé à se suicider).